# INFORozmowa
INFORozmowa – popołudniowy program publicystyczny TVP Info, emitowany od 1 września 2013 do 18 stycznia 2016, od poniedziałku do piątku o 19:10. Zastąpił on Rozmowę dnia. Do programu są zapraszani byli politycy, publicyści, eksperci lub celebryci. Program trwał ok. 15 minut, a prowadzącym był Jan Ordyński.